# Ильино (Гусь-Хрустальный район)
Ильино́ — деревня в Гусь-Хрустальном районе Владимирской области России, входит в состав сельского поселения «Посёлок Добрятино».
Деревня находится в 36 км к юго-востоку от районного центра г. Гусь-Хрустальный, в 6 км от посёлка Добрятино.

## История
По рассказам местных жителей деревня Ильино старая. В 1700 году она полностью сгорела и была отстроена заново. Постройки были тесными. В деревне жили зажиточные крестьяне и бедняки. Все занимались сельским хозяйством и промыслами.
До секуляризационной реформы 1764 года, деревня Ильино принадлежала Новоспасскому монастырю в Москве. До 1764 года крестьяне деревни Ильино считались монастырскими, а после секуляризации считались экономическими и обладали полной личной свободой. 
В списках населенных мест Российской империи за 1859 год указана как казённая деревня Ильино при колодцах. Деревня располагалась по левую сторону просёлочного тракта из города Владимир в город Касимов. По данным переписи 1859 года, деревня состояла из 98 дворов и в ней проживало 280 лиц мужского и 338 лиц женского пола. На карте Владимирской губернии 1865 года отмечена как деревня Ильина.

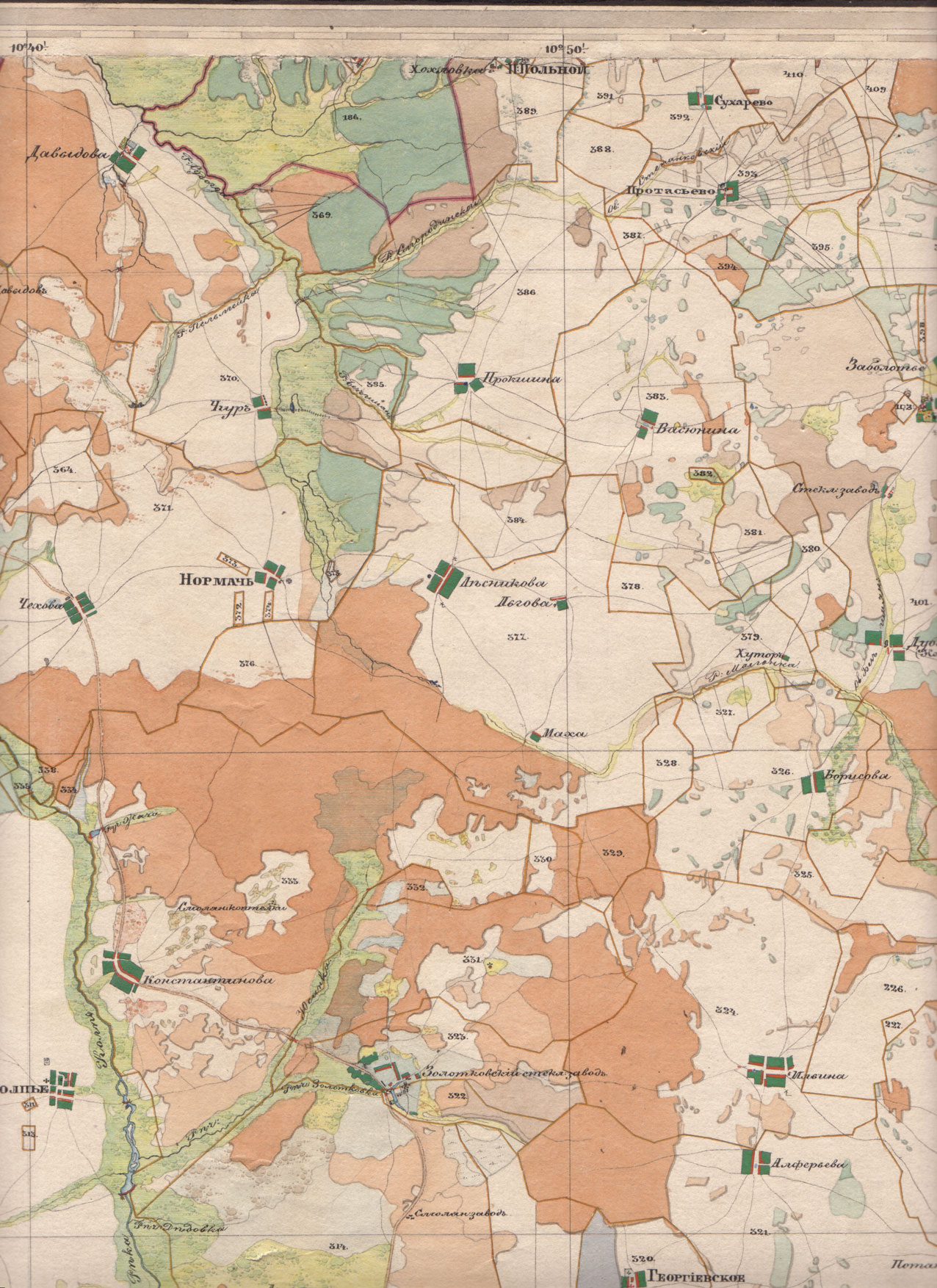
Ильино на карте Владимирской губернии 1865 г.

Согласно переписи 1897 года в деревне Ильино проживало 820 человек (343 мужского и 477 лица женского пола). Иностранных подданных в деревне не числилось. 
Согласно пямятной книжке Владимирской губернии за 1895 год, деревня Ильино входила в состав Заколпской волости Меленковского уезда.
Деревня Ильино входило в приход села Георгиевское. Приход состоял из села Георгиевского и деревень Алферьева, Ильина, Потапково, Павликова, Обдихова, Золотковского хрустального завода и Захарова. По клировым ведомостям 1897 года в приходе числилось 1493 души мужского пола и 1612 женского.
По преданию близ деревни Ильиной находилось село Усад и в ней церковь. Иконы из этой церкви будто бы хранились в часовне при деревне Ильиной. Однако это предание никакими документами не подтверждается.
Престольный праздник в деревне Ильино празднуется 22 мая (9 мая по старому стилю) в день святителя и чудотворца Николая.
Изначально улиц в деревне не было. Деревня была поделена на районы: Задворица (это самый дальний конец от деревни Алфёрово), Глаголь, Центр, Заулок. После Задворицы был лес Горки, там находились пруды Красненький, Новенький и Дудкино. В пруде Дудкино водилось множество раков. На данный момент деревня имеет пять улиц: Зеленая, Новая Стройка, Приозёрная, Центральная и Пролетарская.

## Население
| 1859 | 1897 | 1926 |
| ---- | ---- | ---- |
| 618  | 820  | 864  |

| 1859 | 1897 | 1905 | 1926 | 2002 | 2010 | 2021 |
| ---- | ---- | ---- | ---- | ---- | ---- | ---- |
| 618  | ↗820 | ↘817 | ↗864 | ↘538 | ↘414 | ↘306 |

## Здравоохранение
- Фельдшерско-акушерский пункт (ул. Новая Стройка, д.1 (8-49241) 5-11-03)

## Образование
- МОУ Ильинская средняя общеобразовательная школа (ул. Школьная (8-49241) 5-11-82)
- МДОУ Детский сад № 28 (ул. Новая Стройка, д.1)

## Экономика
- Магазин Добрятинское сельпо Курловское ПО ((8-49241) 5-11-95))

## Почта
- Отделение почтовой связи 601575 Ильино Гусь-Хрустального почтамта УФПС Владимирской области филиала ФГУП «Почта России» (ул. Центральная, д.1

(8-49241) 5-11-86)

## Транспорт
- Автобус № 112 Отменён. Теперь работают, только частные маршрутки.
- Поезда дальнего следования с Казанского вокзала до станции Алферово. Пригородный электропоезд со станции Москва-Казанская (207 км) до станции Вековка, далее пригородный электропоезд Вековка-Муром до станции Алфёрово. От Алфёрово пешком до Ильино около 4 км.